# Catedral de Sent Líser
La catedral de Sent Líser (en occità Sent Líser, en català Sant Lliceri, en francès Saint-Lizier) és una catedral Catòlica Romana, d'estil romànic, situada a Sent Líser, a Arieja. No s'ha de confondre amb la catedral de Notre-Dame-de-la-Sède situada a la mateixa ciutat, i que també té el títol de catedral.
La catedral de Sent Líser, que data dels segles XI, XIV i XV, és un monument històric francès. Té un magnífic claustre romànic, catalogat també com a monument històric, i des del 1998 està inscrita al Patrimoni de la Humanitat sota l'epígraf Camins de Sant Jaume a França.

## Història
La catedral, que està sota l'advocació de Lliceri de Coserans (Lizier de Couserans), va ser construïda al segle XI i consagrada l'any 1117 sota l'episcopat del bisbe Jordanes 1er. (1094-1155). La seva part més antiga és el mur septentrional de la nau, amb finestres romàniques visibles des de la galeria sud del claustre. Al segle XI es va ampliar cap a l'est amb un transsepte i una capçalera amb tres absis. Aquestes obres es van acabar per la seva consagració. Al darrer quart del segle XIII i començaments del XIV, el bisbe Auger II de Montfaucon va fer abovedar el cor i l'absis, va ampliar el transsepte i va construir el campanar octogonal d'estil tolosà. Als segles XIV i XV la nau es va cobrir amb voltes de creureia. Va ser catedral fins a l'any 1655.
Fins al segle XVII, la ciutat de Sent Líser constava de dues viles juxtaposades, cadascuna amb la seva pròpia catedral, amb un sol bisbe, el qual era senyor directe d'una de les dues meitats de la ciutat; l'altra meitat tenia per senyor el comte de Comenge, al qual pertanyia. L'any 1655, el bisbe Bernard de Marmiesse (bisbe de Coserans del 1654 al 1680) va reunir els dos capítols en un de sol. L'església inferior, Sent Líser, va perdre aleshores el seu caràcter de catedral, mentre l'església de Notre-Dame-de-la-Sède, contigua al palau episcopal, acaparava el títol. Fins al Concordat de 1801 Sent Líser continuà sent la seu del bisbat de Coserans.
La catedral va ser catalogada com a monument històric l'any 1886.

## Arquitectura i descripció
La catedral de Sent Líser, amb una sala capitular i un claustre, és de creu llatina d'una sola nau. Els dos petits absis laterals són d'una profunditat i una amplada desigual, i estan construïts de forma tosca amb murs de dos metres de gruix, revelant un origen molt anterior al segle XI i sens dubte aliè a un santuari cristià. S'ha parlat de dues torres laterals d'una porta gal·loromana, o d'elements d'una fortalesa franca o visigòtica, sense cap certesa al respecte.
Els murs de l'absis central estan coberts amb un conjunt excepcional de frescos romànics del segle XI.
La nau, del segle XII, està construïda amb carreus fins a dos terços de l'alçada. Els murs es van alçar posteriorment en diverses etapes, sobretot als segles XIII i XV. La seva part superior està perforada amb finestres gòtiques. Aquesta part, els contraforts laterals i la volta de creueria són de finals del segle XV. El creuer, en canvi, ha conservat la volta de canó romànica. Al costat sud de la nau, a l'última volta, hi ha l'accés al claustre.

### El campanar
L'encreuament del transsepte està coronat per una torre octogonal a l'estil dels campanars de Tolosa. Aquest campanar de dos pisos, de maó, es va començar a construir al segle XII i no es va acabar fins al XIV. L'absència d'agulla al capdamunt fa la seva silueta força feixuga: com únic colofó, s'hi ha afegit una cadena de merlets.

### El porxo
El porxo, construït al nord, s'obre a la plaça. La seva obertura gòtica, sense timpà, està envoltada d'arcs de maó, amb columnes de marbre dels Pirineus i capitells amb dues filades de fulles, típics del segle XIV.

### El portal
El portal del segle XV consta d'un arc gòtic les voltes del qual, de maó, descansen sobre columnes de marbre blanc amb capitells simples. Les portes estan classificades com a monument historique de França.

### Aspectes interns

#### Frescos medievals de l'absis
Restaurats l'any 1960, decoren l'absis els frescos del segle XII atribuïts al taller del Mestre de Pedret, artista català molt present al Pallars i a la Val d'Aran. Els intercanvis, habituals entre les regions de cada vessant dels Pirineus, van ser facilitats sens dubte per la influència de Ramon de Roda, bisbe de Roda de Ribagorça del 1104 al 1126, originari de Durban d'Arisa i especial patrocinador de les obres del Mestre de Taüll per a les esglésies romàniques de la Vall de Boí, de la seva diòcesi. D'aquesta manera, el novembre de 1117, el bisbe Jordanes I va consagrar la catedral de Sent Líser juntament amb Ramon de Roda.

#### Capella de Sant Lliceri
Altar i retaule de marbre que allotgen una estàtua de fusta daurada de sant Lliceri vestit amb els seus ornamets pontificals. Aquest bisbe, que va participar en el Concili d'Agde al segle vi, es va aparèixer a Ricosind, rei dels gots (619-672), per evitar que els cristians fossin perseguits.

#### L'orgue

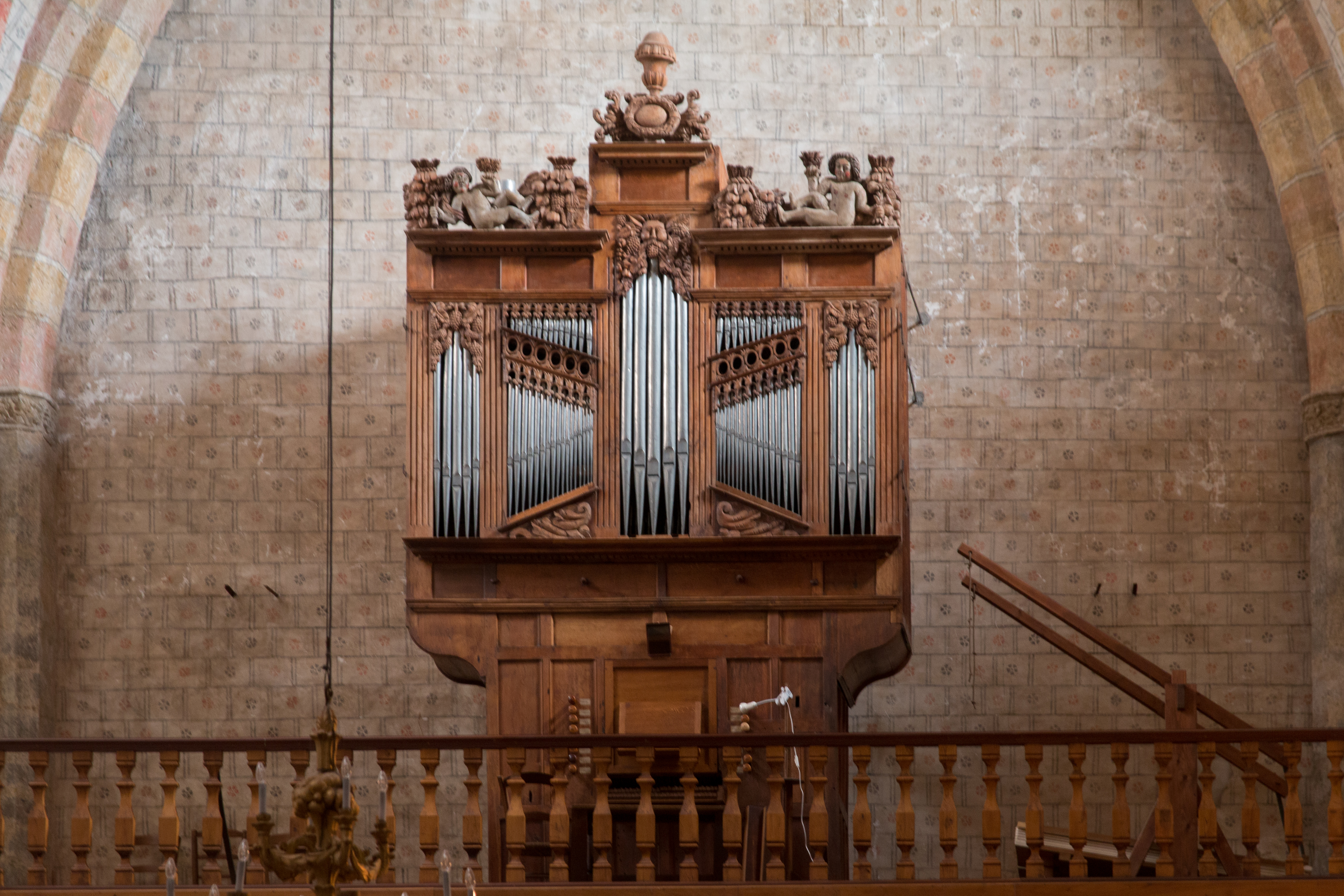
L'orgue

L'orgue està catalogat com a monument historique de França des del 1968. Construït al segle XVII, originàriament per a la catedral de Notre-Dame-de-la-Sède, es va traslladar aquí després de la Revolució francesa. No se'n coneixen ni l'artesà ni la data de construcció. Va ser restaurat l'any 2003.

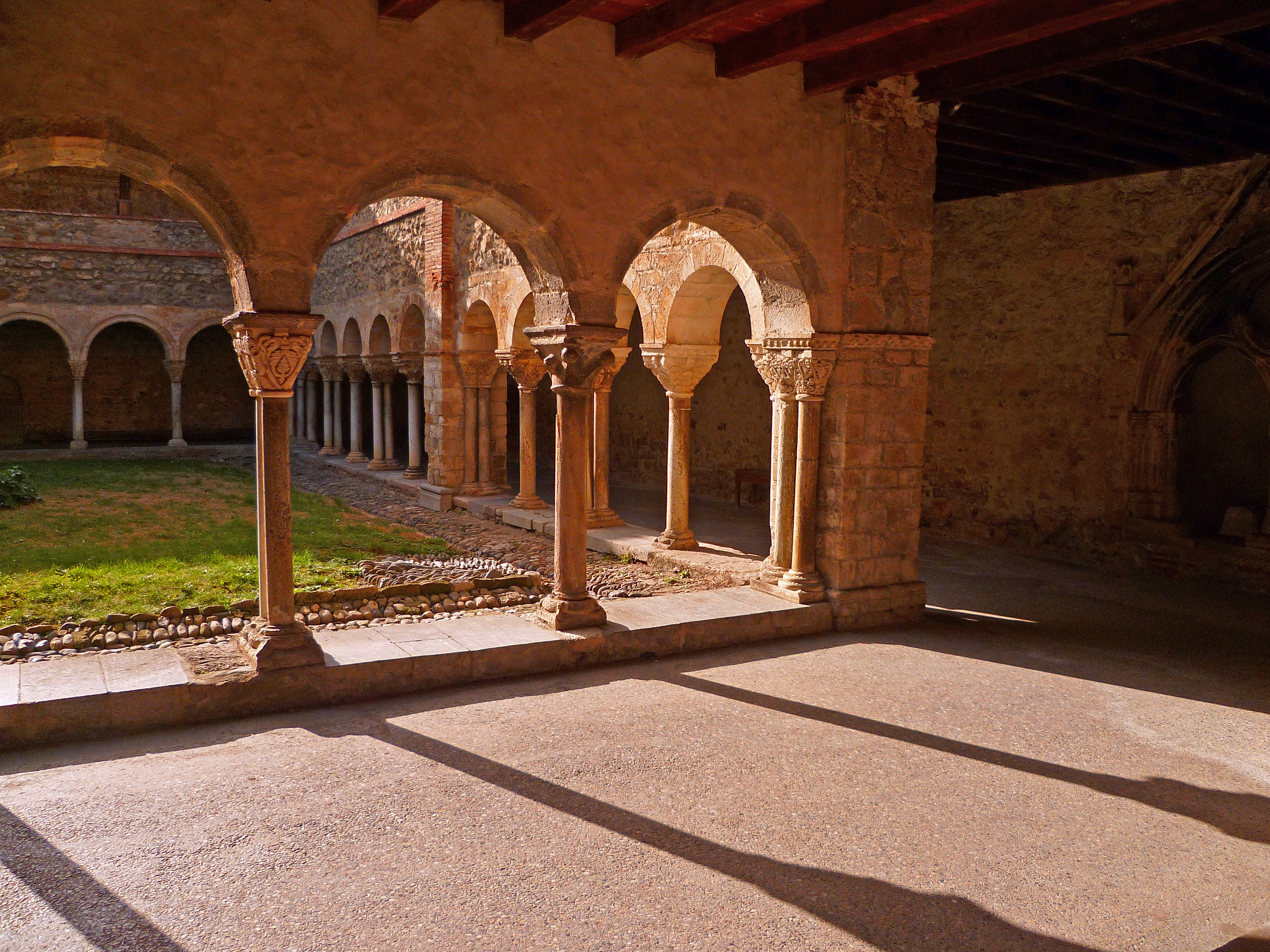
El claustre de la catedral de Sent Líser